# Valdepolo
Valdepolo is een gemeente in de Spaanse provincie León in de regio Castilië en León met een oppervlakte van 142,54 km². Valdepolo telt 1.248 inwoners (1 januari 2016).